# Stylaster bocki
Stylaster bocki är en nässeldjursart som beskrevs av Hjalmar Broch 1936. Stylaster bocki ingår i släktet Stylaster och familjen Stylasteridae. Inga underarter finns listade i Catalogue of Life.